# Драйпелькер
Драйпелькер (нім. Dreipölker) — назва польських монет номінальною вартістю 1½ гроша (так званих півтораків), які випускалися як наслідування німецьких грошенів (3 крейцери) протягом 1614–1627 років. Назва драйпелькер вживається також до трикрейцерових монет та апфельгрошенів німецького виробництва, а також до прибалтійсько-шведських, бранденбурзько-пруських та інших півтораків XVII століття.

## Орлик, урлик
Орлик, урлик (пол. orlik) — 1) назва силезьких монет номінальною вартістю 3 крейцери, що трапляється у письмових джерелах українських земель 1-ї пол. 17 ст. Вартість орлика складала 1½ гроша, що відповідало польському півтораку;
2) чеська назва польських півгрошів, які поширилися на чеських землях у 15 ст. Назва монети походить від зображення на її аверсі державного герба Польщі — орла.